# Kristal (component)

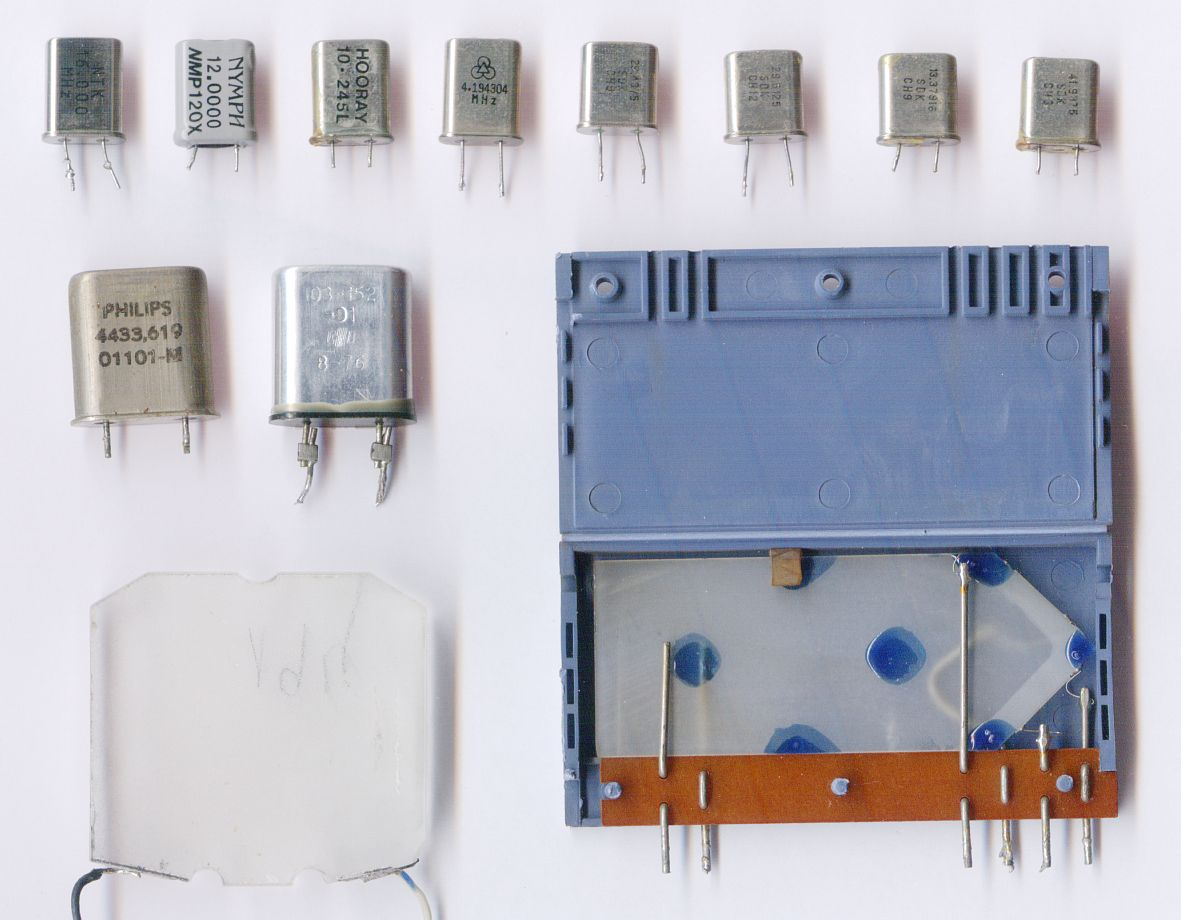
Enkele oude kristalonderdelen

In de elektronica is een kristal of kwartskristal een component bestaande uit een kwartskristal, waarmee het mogelijk is een elektrisch signaal met een zeer constante frequentie te genereren, of een bepaalde frequentie uit andere te filteren.
Het kristal is op een speciale manier geslepen waardoor het een specifieke eigentrilling krijgt. Door gebruik te maken van het piëzo-elektrisch effect kan het in een elektronische schakeling opgenomen worden. Hiervoor zijn er (meestal) twee geleiders aan bevestigd.
Door het in een elektronische schakeling op te nemen kan het in trilling gehouden worden, en ontstaat er een golfvorm met een vaste frequentie, die (vrijwel) uitsluitend bepaald wordt door het kristal en slechts in zeer geringe mate door temperatuur en spanning beïnvloed wordt. Het kenmerk van een kwartskristal is de hoge Q-factor (kwaliteitsfactor) die vele tienduizenden kan bedragen.
Een andere toepassing is een filter waarbij alleen een bepaalde frequentie wordt doorgelaten (of tegengehouden). Door de hoge Q-factor van het kristal kan een kleine bandbreedte bij een relatief hoge frequentie gerealiseerd worden.
Meestal is het kristal in een metalen behuizing geplaatst. Tegenwoordig zijn er ook miniatuur-kristallen in een kunststof behuizing, waarbij soms de elektronica voor het maken van de golfvorm geïntegreerd is.
Voor het verhogen van de nauwkeurigheid wordt het kristal soms in een klein oventje geplaatst, hiermee wordt de kleine afhankelijkheid van de omgevingstemperatuur geëlimineerd.
Er zijn vele toepassingen waarbij een constante frequentie noodzakelijk is, bijvoorbeeld bij radiozenders en -ontvangers, in computers, bij mobiele telefoons, in kwartshorloges, enz.
Benamingen voor een kristal als elektronische component:
- X-tal, xtal, X'tal (Engels)
- Crystal (Engels)
- Kristall (Duits)

Het grootste nadeel van een kristal is dat het beschadigd kan raken bij mechanische belasting. Wanneer een kristal vanaf 1 meter op een harde vloer valt, is er een redelijk grote kans dat het kapot valt.
De aanduiding Kwarts of Quartz op klokken slaat op het gebruik van een kwartskristal voor het opwekken van een stabiele en nauwkeurige tijdbasis.